# Ba chàng thám tử trẻ
Ba chàng thám tử trẻ (Tiếng Anh:The Three Investigator) là một bộ truyện trinh thám dài nhiều tập dành cho lứa tuổi thanh thiếu niên của Hoa Kỳ được xuất bản lần đầu tiên với tên "Alfred Hitchcock và ba chàng thám tử trẻ". Tác giả đầu tiên của bộ truyện này là Robert Arthur Jr., tin rằng với một tựa đề mang tên một đạo diễn nổi tiếng như Alfred Hitchcock sẽ thu hút sự chú ý của các độc giả trẻ tuổi. Nhà xuất bản Random House, thuộc sở hữu của tập đoàn Bertelsmann, hiện tại vẩn còn giữ tác quyền đối với sách. Các quyền sự dụng khác hiện được sở hữu bởi những người thừa kế của Robert Arthur, Jr. và nhà xuất bản Kosmos của Đức. Nhân vật chính của bộ truyện là "Ba chàng thám tử trẻ" gồm Jupiter Jones, Peter Crenshaw và Bob Andrews.
Hầu hết các bí ẩn liên quan đến việc điều tra các hiện tượng kỳ bí (ví dụ, một xác ướp Ai Cập cổ đại thì thầm kể chuyện đời mình và một hộp sọ người nói chuyện).
Tại Việt Nam, bộ truyện được Nhà xuất bản Trẻ ấn hành vào những năm 1999 - 2008, và được mang tên là Vụ bí ẩn, tác giả của bộ truyện được ghi là do chính Alfred Hitchcock viết. Phiên bản của Nhà xuất bản Trẻ được dịch từ phiên bản tiếng Pháp.

## Phiên bản gốc
Bộ truyện gốc được xuất bản từ năm 1964 đến 1987 và bao gồm 43 cuốn sách đã hoàn thành, một câu chuyện còn dang dở (Vụ bí ẩn con tàu ma) và bốn cuốn sách Tìm lại số phận. Từ năm 1989 đến năm 1990, Nhà xuất bản Random House đã cho xuất bản bộ Three Investigators Crimebusters.
Từ tập 1 đến tập 9 và tập 11 của bộ truyện này được viết bởi người sáng tạo ra bộ truyện là Robert Arthur, ông cũng đã định hướng ý tưởng cho nhiều câu chuyện khác. Arthur từng là biên tập viên cho một số bộ sưu tập sách được cho là của Alfred Hitchcock. Ngoài ra, các tác giả khác cũng sáng tác cho bộ truyện này là William Arden (Dennis Lynds), Nick West (Kin Platt), Mary Virginia Carey và Marc Brandel (sinh ra Marcus Beresford). Các tác giả này đã viết những lời giới thiệu và lời kết cuối chuyện như thể là những bình luận do Hitchcock đưa ra, và về sau một nhà văn hư cấu tên là Hector Sebastian, được cho là đã ghi lại cuộc phiêu lưu của Ba chàng thám tử trẻ. Các họa sĩ minh họa cho bộ truyện gồm Harry Kane và Ed Vebell và sau đó là Jack Hearne, Herb Mott, Stephen Marchesi, Robert Adragna và William A. ("Bill") Dodge.

## Danh sách các tập truyện
Tên các tập truyện ban đầu là Alfred Hitchcock và Ba chàng thám tử trẻ... (kể từ tập 31 thì chỉ đơn giản là Ba chàng thám từ trẻ...)
1. The Secret of Terror Castle (1964, Robert Arthur), Vụ bí ẩn Lâu đài kinh hoàng
2. The Mystery of the Stuttering Parrot (1964, Robert Arthur), Vụ bí ẩn Con két cà lăm
3. The Mystery of the Whispering Mummy (1965, by Robert Arthur), Vụ bí ẩn Xác ướp thì thầm
4. The Mystery of the Green Ghost (1965, by Robert Arthur), Vụ bí ẩn Con ma Xanh
5. The Mystery of the Vanishing Treasure (1966, by Robert Arthur), Vụ bí ẩn cầu vồng biến mất
6. The Secret of Skeleton Island (1966, by Robert Arthur), Vụ bí ẩn Hòn đảo bộ xương
7. The Mystery of the Fiery Eye (1967, by Robert Arthur), Vụ bí ẩn Con mắt lửa
8. The Mystery of the Silver Spider (1967, by Robert Arthur), Vụ bí ẩn Con nhện bạc
9. The Mystery of the Screaming Clock (1968, by Robert Arthur), Vụ bí ẩn Đồng hồ la hét
10. The Mystery of the Moaning Cave (1968, by William Arden), Vụ bí ẩn Hang động rên rỉ
11. The Mystery of the Talking Skull (1969, by Robert Arthur), Vụ bí ẩn Cái sọ biết nói
12. The Mystery of the Laughing Shadow (1969, by William Arden), Vụ bí ẩn Cái bóng cười
13. The Secret of the Crooked Cat (1970, by William Arden), Vụ bí ẩn Con mèo nháy mắt
14. The Mystery of the Coughing Dragon (1970, by Nick West), Vụ bí ẩn Con rồng hắt hơi
15. The Mystery of the Flaming Footprints (1971, by M. V. Carey), Vụ Bí Ẩn Con Đại Bàng Hai Đầu
16. The Mystery of the Nervous Lion (1971, by Nick West), Vụ bí ẩn Con sư tử căng thẳng
17. The Mystery of the Singing Serpent (1972, by M. V. Carey), Vụ bí ẩn Con rắn hát lầm rầm
18. The Mystery of the Shrinking House (1972, by William Arden), Vụ bí ẩn Ngôi nhà bị thu nhỏ
19. The Secret of Phantom Lake (1973, by William Arden), Vụ Bí Ẩn Quyển Nhật Ký Mất Trang
20. The Mystery of Monster Mountain (1973, by M. V. Carey), Vụ bí ẩn Con quái vật trên núi
21. The Secret of the Haunted Mirror (1974, by M. V. Carey), Vụ bí ẩn Con ma trong tấm gương
22. The Mystery of the Dead Man's Riddle (1974, by William Arden), Vụ Bí Ẩn Bức Di Chúc Khó Hiểu
23. The Mystery of the Invisible Dog (1975, by M. V. Carey), Vụ bí ẩn Con chó tàng hình
24. The Mystery of Death Trap Mine (1976, by M. V. Carey), Vụ Bí Ẩn Bẫy Chết Trong Hầm Mỏ
25. The Mystery of the Dancing Devil (1976, by William Arden), Vụ Bí Ẩn Con Quỷ Nhảy Múa Lung Tung
26. The Mystery of the Headless Horse (1977, by William Arden), Vụ bí ẩn Con ngựa không đầu
27. The Mystery of the Magic Circle (1978, by M. V. Carey), Vụ bí ẩn Vòng tròn thần bí
28. The Mystery of the Deadly Double (1978, by William Arden), Vụ Bí Ẩn Sự Trùng Lặp Tai Họa
29. The Mystery of the Sinister Scarecrow (1979, by M. V. Carey), Vụ Bí Ẩn Thằng Bù Nhìn Xấu Xa
30. The Secret of Shark Reef (1979, by William Arden), Vụ bí ẩn Đá ngầm cá mập
31. The Mystery of the Scar-Faced Beggar (1981, by M. V. Carey), Vụ bí ẩn Người mù ăn xin có vất thẹo
32. The Mystery of the Blazing Cliffs (1981, by M. V. Carey), Vụ Bí Ẩn Vách Đá Rực Lửa
33. The Mystery of the Purple Pirate (1982, by William Arden), Vụ bí ẩn Kho báu hải tặc tím
34. The Mystery of the Wandering Cave Man (1982, by M. V. Carey), Vụ Bí Ẩn Người Tiền Sử Lang Thang
35. The Mystery of the Kidnapped Whale (1983, by Marc Brandel), Vụ bí ẩn Bắt cóc cá voi
36. The Mystery of the Missing Mermaid (1983, by M. V. Carey), Vụ Bí Ẩn Nàng Tiên Cá Biến Mất
37. The Mystery of the Two-Toed Pigeon (1984, by Marc Brandel), Vụ bí ẩn Chú bồ câu hai ngón
38. The Mystery of the Smashing Glass (1984, by William Arden)
39. The Mystery of the Trail of Terror (1984, by M. V. Carey), Vụ Bí Ẩn Chuyến Hành Trình Kinh Dị
40. The Mystery of the Rogues' Reunion (1985, by Marc Brandel), Vụ Bí Ẩn Hội Bé Quậy Hội Ngộ
41. The Mystery of the Creep-Show Crooks (1985, by M. V. Carey)
42. The Mystery of Wrecker's Rock (1986, by William Arden), Vụ Bí Ẩn Hòn Đảo Những Người Đắm Tàu
43. The Mystery of the Cranky Collector (1987, by M. V. Carey)

Tập truyện The Mystery of the Ghost Train chưa hoàn thành/ chưa xuất bản (của tác giả M. V. Carey) thì bộ truyện gốc bị đình bản.